# Shōshichi Kobayashi

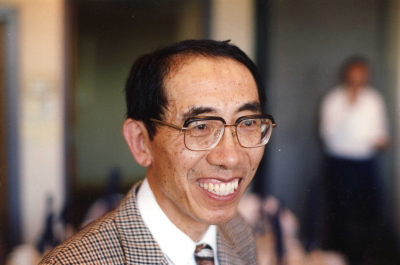
Shōshichi Kobayashi in Berkeley

Shōshichi Kobayashi (jap. 小林 昭七, Kobayashi Shōshichi; * 4. Januar 1932 in Kōfu in Japan; † 29. August 2012) war ein japanischer Mathematiker, der sich mit Differentialgeometrie beschäftigte.

## Leben und Wirken
Shōshichi Kobayashi studierte an der Universität Tokio (Bachelor-Abschluss 1953). 1953/54 war er an der Universität Straßburg und Paris. 1956 wurde er an der University of Washington bei Carl B. Allendoerfer promoviert (Theory of connections). Danach war er von 1956 bis 1958 am Institute for Advanced Study. 1957 war Kobayashi Research Associate an der University of Chicago (bei Shiing-Shen Chern) und 1958/59 am Massachusetts Institute of Technology (MIT). Nachdem er ab 1960 als Assistant Professor an der University of British Columbia wirkte, wurde Kobayashi 1962 Assistant Professor, 1963 Associate Professor und 1966 Professor an der University of California, Berkeley; 1978 bis 1981 war er Chairman der mathematischen Fakultät.
Kobayashi war u. a. Gastprofessor in Tokio, am MIT, in Mainz (1966) und Bonn (1969, 1977/78). 1964 bis 1966 war er Sloan Research Fellow und 1977 bis 1978 Guggenheim Fellow. Er war Mitglied der American Mathematical Society sowie der japanischen, französischen und schweizerischen mathematischen Gesellschaften. 1970 war er Invited Speaker auf dem Internationalen Mathematikerkongress in Nizza (Pseudo-distances intrinsèques sur les espaces complexes).
Shōshichi Kobayashi beschäftigte sich u. a. mit Transformationsgruppen und der Differentialgeometrie komplexer Räume. Er ist Verfasser mehrerer bekannter Lehrbücher.
1987 erhielt er den Geometrie-Preis der Japanischen Mathematischen Gesellschaft.

## Schriften
- mit Katsumi Nomizu Foundations of Differential Geometry, 2 Bände, Wiley 1963, 1969 (Reprint bei Wiley Classics 1996)
- Transformation Groups in Differential Geometry, Springer, Ergebnisse der Mathematik und ihrer Grenzgebiete, 1972, Classics in Mathematics 1996
- Hyperbolic manifolds and holomorphic mappings, Dekker 1970, World Scientific 2005
- Hyperbolic complex space, Springer 2007
- Differential geometry of complex vector bundles, Princeton University Press 1987
- Mathematicians who lost their faces. Essays on mathematics in idleness, Tokio: Iwanami Shoten 2013 (Japanisch)[2]